# Узун-Мирковићи
Родоначелник Узун-Мирковића је бимбаша бећара Узун Мирко Апостоловић, (1782—1868), пореклом из Пипера. Његов унук је дивизијски генерал Драгољуб Узун-Мирковић.

### Порекло
Узун-Мирко рођен је 1782. године у Брајковцу. Његова породица је из Пипера прво дошла у Руднички крај, одакле се после преселила у околину Београда, да би у време аустријско-турских ратова боравила у Срему. Отац Петар Апостоловић и деда Апостол погинули су у аустријско-турском рату 1792. борећи се у Кочиној крајини у фрајкору против Турака. По повратку из Срема, Мирко је са мајком живео у Мислођину. У Мислођину постоји Узун-Миркова механа која је заштићена законом као споменик културе. Мирко је у Београду учио терзијски занат.

### Узун-Мирко
Узун-Мирко је надимак „узун“ (високи) добио је у време када је живео у Београду због високог раста.
Посебно се прославио у битки за Београд 29-30. новембра / 11-12. децембра 1806, када је заједно са својом четом и бимбашом Кондом, бившим турским крџалијским војним заповедником у Београду, ушао неприметно у град и са унутрашње стране отворио Сава-капију српској војсци. Теже је рањен у борби са турском стражом на капији.

### Пуковник Љубомир Узун-Мирковић
Узун-Мирко Апостоловић родоначелник је породице Узун-Мирковић. Његов син пешадијски пуковник Љубомир Узун-Мирковић (1832-1905) отац је дивизијског генерала Драгољуба Узун-Мирковића (1875-1941).

### Див. генерал Драгољуб Узун-Мирковић
Дивизијски генерал Драгољуб Узун-Мирковић (1875-1941) завршио је 25. класу Војне академије, 1913. био је командант 15. пука 3. позива, 1914. командант 6. прекобројног пука у саставу Комбиноване дивизије, 1916. командант 2. бригаде Вардарске дивизије. Одликован са четири Карађорђеве звезде, две са мачевима и две без мачева, два Бела орла, са и без мачева, медаљом за храброст, орденима Светог Саве 2. и 3. степена и звездама савезничких војски.
Див. генерала Драгољуба Узун-Мирковића брат од ујака је дивизијски генерал Драгутин Ђ. Окановић, који је 1906, као припадник најужег круга Црне руке, након оставке на војну службу, заједно са Радојем Домановићем покренуо лист „Нови покрет“.
Син див. генерала Драгољуба Узун-Мирковића био је артиљеријски капетан Мирослав Узун-Мирковић.

#### Артиљеријски капетан Мирослав Д. Узун-Мирковић
Син див. генерала Драгољуба Узун-Мирковића био је артиљеријски капетан Мирослав Узун-Мирковић.

### Мирослав Љ. Узун-Мирковић
Мирослав Љ. Узун-Мирковић је био адвокат.